# Lanne-en-Barétous
Lanne-en-Barétous – miejscowość i gmina we Francji, w regionie Nowa Akwitania, w departamencie Pireneje Atlantyckie.
Według danych na rok 1990 gminę zamieszkiwały 513 osoby, a gęstość zaludnienia wynosiła 12 osób/km² (wśród 2290 gmin Akwitanii Lanne-en-Barétous plasuje się na 704. miejscu pod względem liczby ludności, natomiast pod względem powierzchni na miejscu 158.).